# Тя-Сен, Юрий Алексеевич
Ю́рий Алексе́евич Тя-Сен (21 мая 1941, Ярославль — 18 июля 2019) — советский и российский театральный деятель, член-корреспондент Российской академии образования, член Союза театральных деятелей России.

## Биография
Родился в семье китайца и русской.
В 1967 году стал первым директором Дворца культуры имени 50-летия Октября в Ковдоре.
В 1982 году в Тольятти стал руководителем народного театра, впоследствии ставшего театром-студией «Эксперимент» и далее Театром юного зрителя. Возглавлял его до 1998 года.
В начале 2000-х был художественным руководителем Театра юного зрителя «Эксперимент» в Жигулёвске.
Много лет руководил чебоксарским театром-лабораторией «Эксперимент». В 2013 году снял фильм о подростковой преступности «Обочина».

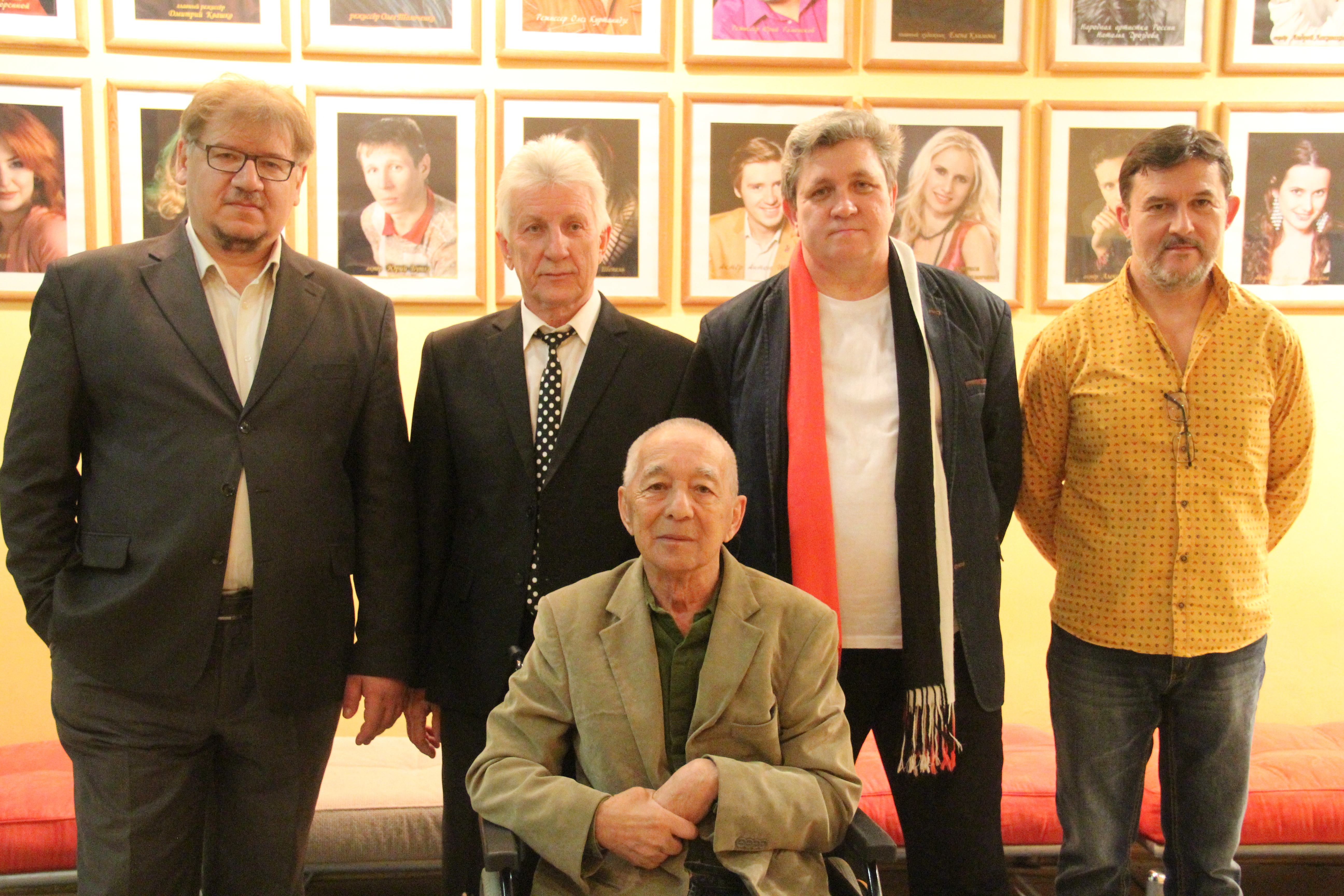
Тя-Сен Ю. А. (внизу) на праздновании юбилея Молодёжного драматического театра г.о. Тольятти 4 апреля 2018 года. Слева направо (стоят): режиссёр Олег Куртанидзе, директор театра Владимир Коренной, главный режиссёр Дмитрий Квашко, режиссёр Олег Толоченко.

Член-корреспондент РАО с 17 марта 1993 года. Член Общественного совета при УМВД России по городу Чебоксары
Драматург, написал около 15 пьес.

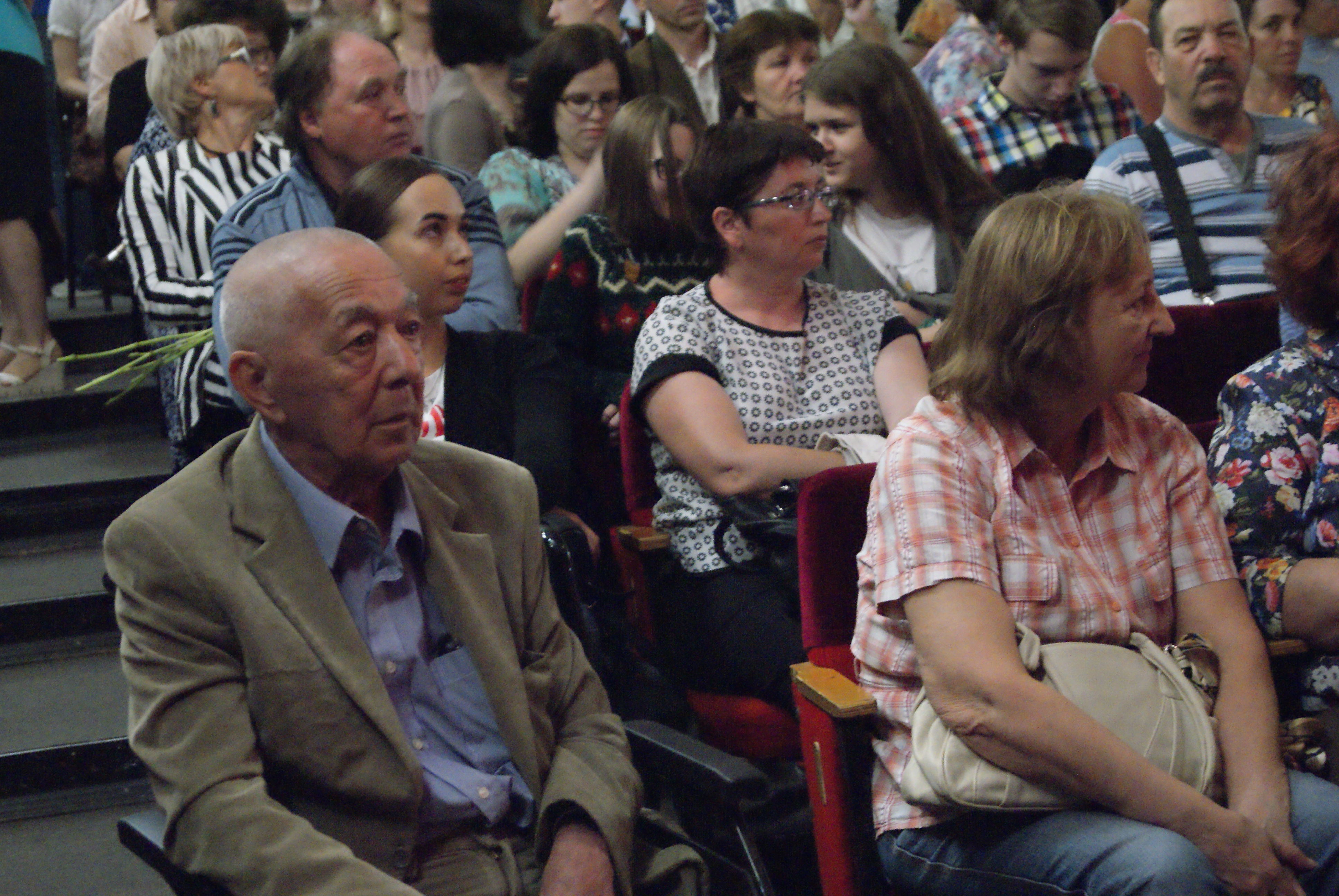
Тя-Сен Ю. А. на тольяттинском театральном фестивале «Премьера одной репетиции» в ТЮЗ «Дилижанс»

В октябре 2015 года перенёс геморрагический инсульт головного мозга. Смог в значительной степени восстановиться, и, хотя из-за болезни был уволен из «Эксперимента», продолжал участвовать в различных театральных мероприятиях. В частности, в 2018 году приезжал в Тольятти на празднование юбилея Молодёжного драматического театра.
Несколько раз был женат, 4 детей, младший сын, Владимир, родился когда отцу было 70 лет.
Скончался на 79-м году жизни 18 июля 2019 года.